# Simone Fattal
Simone Fattal (arabisch سيمون فتال, DMG Sīmūn Fattāl; geboren 1942 in Damaskus) ist eine Künstlerin, die sich auf Skulpturen aus Keramik konzentriert und international ausgestellt hat.

## Leben
Simone Fattal wurde in Damaskus geboren und wuchs im Libanon auf. Sie studierte zunächst Philosophie an der École des Lettres in Beirut und an der Sorbonne in Paris. Im Jahr 1969 kehrte sie nach Beirut zurück und begann zu malen und nahm an zahlreichen Ausstellungen teil. Auf der Flucht vor dem Bürgerkrieg ließ sie sich 1980 in Kalifornien nieder und gründete die Post-Apollo Press, einen Verlag für innovative und experimentelle Literatur. Ab 1988 widmete sie sich wieder ihrem künstlerischen Schaffen und fertigte Keramikskulpturen. Sie schrieb sich am Art Institute of San Francisco ein. Im Jahr 2013 veröffentlichte sie den Film Autoportrait, der weltweit auf vielen Filmfestivals gezeigt wurde.
Als Philosophin ausgebildet, zur Künstlerin geworden, gründete sie 1982 in Kalifornien den Verlag Post-Apollo Press, der sich auf Poesie, experimentelles Schreiben und die Übersetzung amerikanischer, europäischer und aus dem Mittleren Osten stammender Autorinnen und Autoren spezialisiert.
Ihre Arbeiten waren zuletzt im PS1, New York (2019), Musée Yves Saint Laurent Marrakech (2018), im Rochechouart Departmental Museum of Contemporary Art (2017) und in der Sharjah Art Foundation (2016) zu sehen. Ihre Werke sind in mehreren öffentlichen Sammlungen vertreten, wie dem Centre Pompidou in Paris, der Yves Saint Laurent Foundation in Marrakesch, dem Sursock-Museum in Beirut, der Sharjah Art Foundation und dem Nationalmuseum von Katar in Doha.
Mit ihrer Arbeits- und Lebenspartnerin Etel Adnan lebte und reiste sie zwischen Beirut, Paris und San Francisco. Heute lebt sie in Paris.

## Werk
Simone Fattals Kunstwerke bestehen aus Keramik und Ton-Skulpturen sowie Collagen, Aquarellen und Gemälden, die Elemente aus Antike und Mythologie enthalten.
Die Künstlerin und Dichterin Etel Adnan beschrieb Fattals Werk: „Sie machte und macht immer noch stehende Figuren. Sie kommen wie von selbst aus ihren Händen. Es ist, als würden sie darum bitten, aus ihrem Ton geboren zu werden. Es ist, als wären sie schon immer da gewesen und als wäre ihre Erschaffung ihre Befreiung. Sie haben den Atem des Lebens. Sie strahlen keine Starrheit, sondern Festigkeit aus. Sie sind nicht anonym. Sie sind Männer oder Frauen, Helden der Vergangenheit oder mythische Gestalten. Wir sehen sie nicht. Wir erkennen sie. Sie stehen an der Schwelle dessen, was das Wesentliche ihres Seins ausmacht. Sie sind weder abstrakt noch realistisch, sondern kommen von ganz weit her und tragen die Materie in sich, mit der sie geboren wurden. Sie verfolgen uns, weil wir sie erkennen, obwohl wir sie nie zuvor gesehen haben.“

## Auszeichnungen
- 2022: Rosa Schapire Kunstpreis
- 2024: Großer Kunstpreis Berlin[6]

## Ausstellungen (Auswahl)
Einzelausstellungen
- 2000: Galerie Janine Rubeiz,  Beirut
- 2003: Cité des Arts, Paris
- 2006: The Eileen Reynolds  Curtis Museum, Sausalito
- 2006: Festival Arte Mare,  Bastia
- 2009: Bonnafont Gallery, San  Francisco
- 2010: The Pottery, San Rafael
- 2010: Espace Kettaneh-Künigh,  Beirut
- 2014: Galerie Tanit, Beirut
- 2015: Balice Hertling, Paris
- 2015: Karma International, Zürich
- 2016: kaufmann repetto, Milan
- 2016: Sharjah Art Foundation,  Sharjah
- 2017: Watercolours, HENI Publishing, London
- 2017: L’homme qui fera  pousser un arbre nouveau, Musée départemental d’art contemporain,     Rochechouart, curated by Sébastien Faucon
- 2017: Paintings and Ceramics,  Balice Hertling Galerie, Paris
- 2017: kaufmann repetto, New  York
- 2018: Paintings and  Sculptures, Karma International, Zürich
- 2018: Garden of Memory,  Musée Yves Saint Laurent Marrakech, Marrakech, (with Etel Adnan and Bob     Wilson), curated by Mouna Mekouar
- 2019: LaM Museum, Lille
- 2019: kaufmann repetto, Milan
- 2019: Selected solo exhibitions
- 2019: Works and Days,     MoMA PS1, New York, curated by Ruba Katrib
- 2021: While the Angels Are Naming Us Klosterruine Berlin

Gruppenausstellungen
- 2010: Europia zusammen mit Etel Adnan in Paris[7]
- 2011: Sharjah Biennial, Sharja, United Arab Emirates
- 2015: Ceramix, Art and ceramics from Rodin to Schütte, Bonnefantenmuseum, Maastricht
- 2017: Take Me (I’m Yours), Pirelli Hangar Bicocca, Milan, curated by Christian Boltanski, Hans Ulrich Obrist, Chiara Parisi and Roberta Tenconi
- 2018: Lydia Cabrera and Edouard Glissant: Trembling Thinking, Americas Society, New York, curated by Hans Ulrich Obrist, Gabriela Rangel and Asad Raza
- 2019: Trade Syllables, Martinos, Athens, organized by Andreas Melas and Christopher Garrett

## Publikationen
- Finding a way. Sharjah Art Foundation 2016, ISBN 978-0-85488-297-7.
- Watercolours. HENI Publishing London 2017, ISBN 978-1-912122-00-4.
- works and days. MoMA PS1, 2019. Long Island City 2019, ISBN 978-0-9968930-7-7.
- mit Etel Adnan: Présence des signes. Manuella Éditions Paris 2019, ISBN 978-2-490-50512-8.

## Filme
- 2013: Autoportrait